# Standard Performance Evaluation Corporation
SPEC (Standard Performance Evaluation Corporation) – założona w 1988 r. organizacja z siedzibą w Warrenton, Virginia, zajmująca się ustanawianiem standardowych benchmarków oceniających wydajność komputerów.
Jej pierwszym benchmarkiem był SPECmark badający CPU, w którym jednostką był ekwiwalent wydajności maszyny VAX 11/780. Chociaż benchmarki SPEC w dalszym ciągu badają CPU, organizacja opracowała też inne benchmarki, np. do oceny podsystemu graficznego czy rozmaitych kategorii aplikacji.